# بیا بازی
بیا بازی (به انگلیسی: Come Play) فیلمی در ژانر ترسناک به کارگردانی جیلیان جیکوبز محصول ۲۰۲۰ آمریکا است.

## داستان
اُلیور یک پسربچه‌ی مبتلا به اُتیسم و فاقد قدرت تکلم است که تقریبا کاملا به وسیله‌ی آی‌پد و اسمارت‌فونش با دیگران ارتباط برقرار می‌کند. پس از اینکه هیولای مرموزی معروف به «لَری» سعی می‌کند از وسائل الکترونیکیِ اُلیور به‌عنوان دروازه‌ای برای ورود به دنیای آنها و ربودنِ او استفاده کند، والدینِ اُلیور باید برای نجات پسرشان دست به کار شوند.آنها شروع به مقابله با لری میکنند لب تاپ ها، تلویزیون ها و...را میشکنن ولی نمیتوانند از دست لری فرار کنند؛سر انجام پس از اتفاق های ناهنجار وقتی که اُلیور تصمیم میگیرد که دوست لری باشد، این سارا مادر اُلیور است که خود را فدای نجات پسرش میکند. گویا مرگ سرنوشت هر کسی است که حاضر است با لری بازی کند...

## بازیگران
- جیلیان جیکوبز در نقش سارا
- جان گالاگر جونیور در نقش مارتی
- آزی رابرتسون در نقش الیور
- وینسلو فگلی در نقش بایرون